# Quoyornis
Quoyornis is een monotypisch geslacht van zangvogels uit de familie Petroicidae (Australische vliegenvangers). De enige soort is:
- Quoyornis georgianus  – Grijs-witte vliegenvanger